# أندريه أكيمان
أندريه أكيمان (بالإنجليزية: André Aciman) هو باحث في الرومانسية وكاتب وصحفي أمريكي، ولد في 2 يناير 1951 في الإسكندرية في مصر.

## وصلات خارجية
- أندريه أكيمان على موقع IMDb (الإنجليزية)
- أندريه أكيمان على موقع إن إن دي بي (الإنجليزية)